# Lützen
Lützen es un municipio alemán del distrito de Burgenland del estado de Sajonia-Anhalt situado aproximadamente a 18 km al suroeste de Leipzig y 14 al noreste de Weissenfels, y que cuenta con 3.629 habitantes (diciembre de 2006).

## Historia
Los alrededores de la ciudad fueron escenario de dos famosas batallas:
- La Batalla de Lützen de 1632, durante la Guerra de los Treinta Años, en la cual Gustavo Adolfo de Suecia derrotó a Albrecht von Wallenstein.
- La Batalla de Lützen de 1813, durante las Guerras Napoleónicas, en la cual Napoleón derrotó a las fuerzas combinadas rusas y prusianas cerca de Großgörschen.